# Becquerelia tuberculata
Becquerelia tuberculata là một loài thực vật có hoa trong họ Cói. Loài này được (Boeckeler) H.Pfeiff. mô tả khoa học đầu tiên năm 1922.